# 板城村
板城村（いたきむら）は、広島県賀茂郡にあった村。現在の東広島市の一部にあたる。

## 地理
西条盆地の南端に位置していた。
- 河川：松板川[1]

## 歴史
- 1889年（明治22年）4月1日、町村制の施行により、賀茂郡国近森近村、小多田村、馬木村、大沢村、福本村が合併して村制施行し、板城村が発足[1][2]。旧村名を継承し、国近森近、小多田、馬木、大沢、福本の5大字を編成[1]。
- 1955年（昭和30年）3月31日、村域を二分割し、福本・大沢・馬木・森近を西条町に、国近・小多田を黒瀬町にそれぞれ編入し廃止された[1][2]。

### 地名の由来
村の中央を流れている松板川の板と、5か村の寄合山中城山の城を組み合わせたもの。

## 産業
- 農業、窯業[1]